# نادي فينر
نادي فينر الرياضي (بالألمانية: Wiener Sportklub) نادي كرة قدم نمساوي يلعب في دوري الدرجة الثالثة. تم تأسيس النادي في سنة 1883.